# If You Can Dream
"If You Can Dream" é a primeira canção que foi originalmente escrita e gravada especialmente para a franquia Disney Princesas. A música foi escrita e produzida por Robbie Buchanan e Jay Landers. Foi lançada no álbum Disney Princess: The Ultimate Song Collection. 
A canção é cantada a partir do ponto de vista das oito primeiras princesas oficiais da Disney. Ele tem sido destaque em vários CDs de música da Disney e seu videoclipe está presente em quase todos os DVDs da franquia ou como um extra ou um Cante-Junto, e foi mostrado inúmeras vezes no Disney Channel. A música também era destaque no site oficial da franquia.